# Świątki (Szczecinek)
Świątki (deutsch Marienthron) ist ein Dorf in der Woiwodschaft Westpommern in Polen. Es ist in die Stadt Szczecinek (Neustettin) eingemeindet. 

## Geographische Lage
Das Dorf liegt in Hinterpommern, etwa 150 km östlich von Stettin, nahe dem Südufer des Trzesiecko (deutsch Streitzigsee). Östlich des Dorfes verläuft in Nord-Süd-Richtung die Landesstraße 20.

## Geschichte
Das Dorf ist aus dem Gutsbetrieb des Klosters Marienthron entstanden. Das Kloster war im Jahre 1356 durch die pommerschen Herzöge Bogislaw V., Barnim IV. und Wartislaw V. gegründet worden und ging mit der Reformation im 16. Jahrhundert ein. Der Gutsbetrieb wurde im Jahre 1588 in das herzogliche Amt Neustettin eingegliedert. 
In Ludwig Wilhelm Brüggemanns Ausführlicher Beschreibung des gegenwärtigen Zustandes des Königlich-Preußischen Herzogtums Vor- und Hinterpommern (1784) wurde Marienthron als ritterfreies Vorwerk im Amt Neustettin aufgeführt. Bei dem Vorwerk hatten Bauern und Kossäten aus Hütten, Gellin und Labenz Dienste zu leisten.
Im Jahre 1910 bildete Marienthron einen Gutsbezirk im Kreis Neustettin, der 73 Einwohner zählte. Später wurde der Gutsbezirk in die Landgemeinde Hütten b. Gellin eingemeindet.
Nach dem Zweiten Weltkrieg kam Marienthron, wie ganz Hinterpommern, an Polen. Es erhielt den polnischen Ortsnamen Świątki und ist heute in die Stadt Szczecinek (Neustettin) eingemeindet. 

## Söhne und Töchter des Ortes
- Hartmut Zühlke (1936–2019), deutscher Biochemiker und Diabetesforscher, Professor in Greifswald und Hannover